# Josef Albert Rissler
Josef Albert Rissler (* 30. September 1908 in Vöhrenbach im Schwarzwald; † 9. November 1982 in Balingen) war ein deutscher Bildhauer. 
Bekannt war Rissler vor allem für seine in Holz geschnitzten Charaktermasken. Besonders mit der Maske des Subloderehans, die noch heute in der Fastnacht von Vöhrenbach und Umgebung eine Rolle spielt, belebte er eine 150-jährige Fastnachttradition seiner Heimat neu.
Die Gemeinde Vöhrenbach zählt Rissler zu den „Künstlerpersönlichkeiten von überregionaler Bedeutung“.

## Leben und Werk

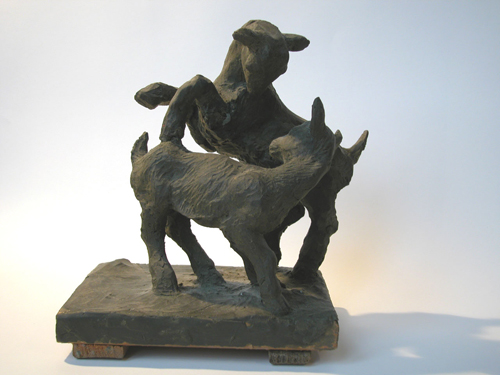
Zwei Ziegen (ca. 1947)

Josef Albert Rissler absolvierte in Vöhrenbach eine Holzbildhauerlehre. Mit Hilfe eines Stipendiums kam er an die Schnitzerschule in Furtwangen, wo er seine Gesellenprüfung ablegte. Nach Tätigkeiten in den Bildhauerwerkstätten von Walter und Rudolf Steimer in Neustadt im Schwarzwald kam er 1933 nach Balingen, wo er in die Werkstatt von Emil Pollermann eintrat. Von 1941 bis 1943 studierte er an der Holzschnitzschule Bad Warmbrunn (Cieplice Zdrój, Karkonosze) bei Hirschberg (Jelenia Góra) – heute im polnischen Schlesien. Im Jahr 1944 erhielt er in Reutlingen den Meisterbrief mit Auszeichnung. Im selben Jahr wurde sein Sohn Albrecht geboren.
Risslers Arbeiten umfassen ein breites Spektrum. Neben figürlichen Skulpturen, Wappen und religiöser Schnitzkunst waren Tierfiguren sein Lieblingsthema; die Maskenschnitzerei war seine große Leidenschaft. So entwarf er für Vöhrenbach eine Fastnachtfigur, die bis heute zur sogenannten »Fasnet« die Straßen seiner Heimatstadt bevölkert. Mit fortschreitendem Alter und einer Krankheit, die ihn ein Leben lang als Bildhauer behinderte, widmete er sich mehr und mehr der Malerei.